# Krzepnięcie

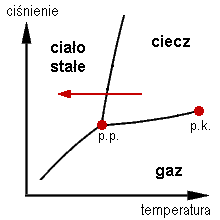
Krzepnięcie na wykresie fazowym

Krzepnięcie – proces przechodzenia cieczy w ciało stałe. Krzepnięcie wielu substancji zachodzi w określonej temperaturze zwanej temperaturą krzepnięcia (dla wody 0 °C). W miejscu styku substancji w stanie stałym i stanie ciekłym, w cieczy i w ciele stałym podczas krzepnięcia i topnienia panuje taka sama temperatura zwana temperaturą topnienia. Temperatura topnienia jest podawana jako wielkość charakterystyczna dla wielu substancji. Temperatura topnienia (krzepnięcia) zależy nieznacznie od ciśnienia. Procesowi towarzyszy wydzielanie ciepła, co jest równoważne temu, że krzepnięcie przy stałym ciśnieniu wymaga odprowadzenia ciepła z krzepnącej substancji.
Ilość ciepła wydzielanego podczas krzepnięcia wyraża się wzorem:
{\displaystyle Q=c_{t}m,}
gdzie:
{\displaystyle c_{t}} – ciepło krzepnięcia (topnienia),
{\displaystyle m} – masa substancji.
Rozpoczęcie krzepnięcia jest uzależnione od obecności w cieczy zarodków krystalizacji, na których rozpoczyna się proces tworzenia kryształów. Zarodki mogą być homogeniczne (samoistne) lub heterogeniczne (pochodzące np. od zanieczyszczeń). Brak zarodków prowadzi do pojawienia się cieczy o temperaturze niższej niż temperatura krzepnięcia; ciecz taka zwana jest cieczą przechłodzoną.
Krzepnięciu roztworów towarzyszy zwykle rozdzielenie na poszczególne składniki. Temperatura krzepnięcia roztworu zależy od stężenia roztworu. Temperatura, w której rozpoczyna się krzepnięcie roztworu, jest zazwyczaj niższa od temperatury krzepnięcia czystego rozpuszczalnika, a dla mieszanin cieczy niższa od temperatur krzepnięcia cieczy składowych.
Wielokrotnego topnienia i krzepnięcia używa się do rozdzielania lub oczyszczania substancji (rekrystalizacja).